# Bada Bagh
Bada Bagh, également appelé Barabagh (littéralement grand jardin en hindi), est un complexe de jardins situé à environ six kilomètres au nord de Jaisalmer, dans l'État indien du Rajasthan. 
Surplombant une plantation de manguiers, les jardins abritent un ensemble de cénotaphes royaux chhatri construits par les rois de l'État de Jaisalmer entre le XVIIIe, XIXe et le début du XXe siècles.